# 杨湘洪
杨湘洪（1956年—），籍贯温州，曾担任中共温州市委组织部副部长，2004年7月担任中共温州鹿城区委书记。2008年9月19日率领经贸考察团前往欧洲考察，原定于2008年9月30日返程，但到达巴黎考察后不久，杨湘洪即以探望在巴黎的女婿为由离开考察团单独行动。随后托人带回一封信，声称自己患上腰椎间盘突出，无法按时回国，并且以病情紧急无法胜任工作为由，要求辞去现职。

## 坊间反应
在紧接着的国庆长假结束之后，杨湘洪并未按时回到工作岗位，此种异象引发坊间猜测不断。有传言称，早先浙江省纪委已找过杨湘洪谈话，涉及内容包括温州市鹿城区江滨路某地块开发内幕交易；亦有人指其任内卖官鬻爵。更有详知内幕的好事者“我不是洪溜溜”，在当地的一家网络论坛703804温州论坛上，以小说《区委书记》形式揭露内幕，直指其涉及地产交易黑幕。

## 官方反应
官方的反应远远不及坊间迅速，直到2008年10月20日，官方通讯社旗下的瞭望东方周刊才以《温州鹿城区委书记法国考察时称病未归》为题，报道此事。此后此事在中国国内引起较大关注。当地政府则以三缄其口来应对。直到10月下旬，派出一个由四人组成的工作组，前往法国劝说杨归国。
据新华社2009年2月15日报道，因公率团出国考察滞留他国不归造成恶劣政治影响的原中共温州市委常委、鹿城区委书记杨湘洪温州市第十一届人民代表大会代表职务被罢免，其代表资格终止。中共浙江省纪委随后会同省委组织部、省外办调查核实，杨湘洪因公率团出国考察滞留他国不归，严重违反党纪政纪，造成恶劣政治影响。先前，经中共浙江省委批准，浙江省纪委已经给予杨湘洪开除党籍、行政开除处分。